# Diadegma crassicorne
Diadegma crassicorne är en stekelart som först beskrevs av Johann Ludwig Christian Gravenhorst 1829.  Diadegma crassicorne ingår i släktet Diadegma och familjen brokparasitsteklar. Arten är reproducerande i Sverige. Utöver nominatformen finns också underarten D. c. africator.